# Stadsprijs Geraardsbergen 2017
De 86e editie van de Belgische wielerwedstrijd Stadsprijs Geraardsbergen werd verreden op 30 augustus 2017. De start en finish vonden plaats in Geraardsbergen. De winnaar was Xandro Meurisse, gevolgd door Jarno Gmelich en Berden De Vries.

## Uitslag
| Stadsprijs Geraardsbergen 2017 |                          |                                              |            |
| Plaats                         | Naam                     | Ploeg                                        | Tijd       |
| Winnaar                        | Xandro Meurisse          | Wanty-Groupe Gobert                          | 3u 33' 45" |
| 2                              | Jarno Gmelich            | Metec-TKH Continental Cyclingteam p/b Mantel | +10"       |
| 3                              | Berden De Vries          | geen                                         | z.t.       |
| 4                              | Jérôme Baugnies          | Wanty-Groupe Gobert                          | z.t.       |
| 5                              | Pieter Serry             | Quick-Step Floors                            | z.t.       |
| 6                              | Edward Walsh             | T.Palm-Pole Continental Wallon               | z.t.       |
| 7                              | Thomas Degand            | Wanty-Groupe Gobert                          | z.t.       |
| 8                              | Laurent Evrard           | geen                                         | z.t.       |
| 9                              | Guillaume Van Keirsbulck | Wanty-Groupe Gobert                          | +30"       |
| 10                             | Cristian Raileanu        | Team Differdange-Losch                       | +35"       |

1912 · 1913 · 1914–1926 · 1927 · 1928–1932 · 1933 · 1934 · 1935 · 1936 · 1937 · 1938 · 1939 · 1940 · 1941 · 1942 · 1943 · 1944 · 1945 · 1946 · 1947 · 1948 · 1949 · 1950 · 1951 · 1952 · 1953 · 1954 · 1955 · 1956 · 1957 · 1958 · 1959 · 1960 · 1961 · 1962 · 1963 · 1964 · 1965 · 1966 · 1967 · 1968 · 1969 · 1970 · 1971 · 1972 · 1973 · 1974 · 1975 · 1976 · 1977 · 1978 · 1979 · 1980 · 1981 · 1982 · 1983 · 1984 · 1985 · 1986 · 1987 · 1988 · 1989 · 1990 · 1991 · 1992 · 1993 · 1994 · 1995 · 1996 · 1997 · 1998 · 1999 · 2000 · 2001 · 2002 · 2003 · 2004 · 2005 · 2006 · 2007 · 2008 · 2009 · 2010 · 2011 · 2012 · 2013 · 2014 · 2015 · 2016 · 2017 · 2018 · 2019 · 2020 · 2021 · 2022